# أصل نشأة القمر

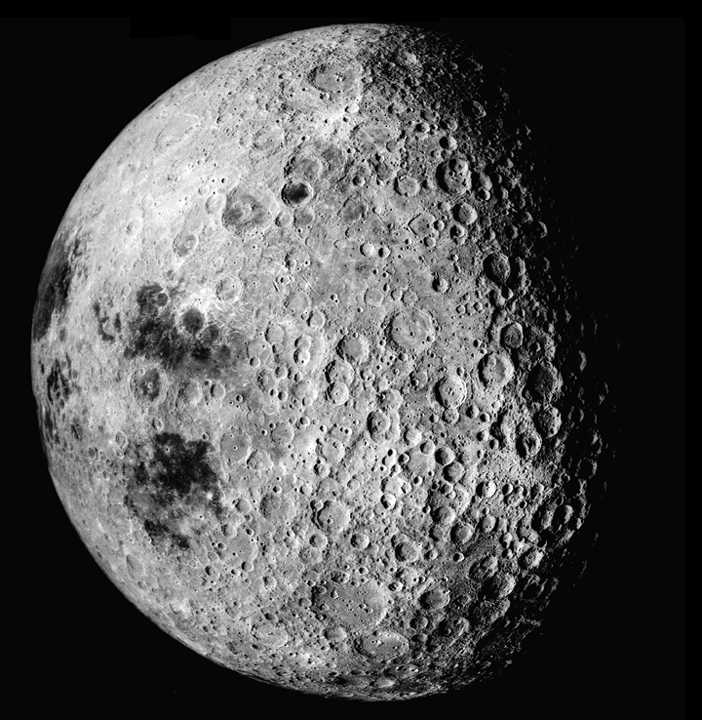
وجه القمر البعيد المملوء بالفوهات (الوجه الذي لا نراه من على كوكب الأرض).

أصل نشأة القمر ويُعتقد أن أصل نشأته هو أن جسمًا صخريًا بحجم المريخ اصطدم بالأرض مشكلًا حلقة من الحطام الصخري تحيط بالأرض وتدريجيا تجمع هذا الحطام ليشكل جسمًا صخريًا واحدًا تابعًا للأرض وهو القمر، لكن هناك العديد من الاختلافات على هذه الفرضية «فرضية الاصطدام العملاق». والتفسيرات البديلة لها كذلك.السيناريوهات الأخرى المفسرة لنشأة القمر تفترض انفصال القمر عن الأرض، حدوث انشطار، تشكل القمر والأرض في ان واحد، نظرية الكوكب المصغر وغيرها، البحث عن أصل نشأة القمر مازال مستمرا حتى الآن.
فرضية الاصطدام العملاق تفترض أن أصل نشأة القمر هو اصطدام لجسم بحجم المريخ يدعى ثيا أنشأ حلقة صخرية حول الأرض تجمعت فيما بعد لتشكل القمر الأرضي، هذا الاصطدام أدى كذلك إلى ميل محور دوران الأرض بزاية قدرها 23.5 درجة، وهذا الميل يساهم بدوره بتشكيل الفصول الأربعة على سطح الأرض.لقد وُجد أن نسب نظائر الأكسجين على القمر مطابقة لنسب نظائر الأكسجين على الأرض جوهريًا. كما أن لكل جسم بالنظام الشمسي نسبة محددة من نظائر الأكسجين والتي تحسب بدقة عالية وهي مميزة لكل جسم عن الآخر. فإذا كان الجسم ثيا كوكب أولي منفصل، من المحتمل أن له نسبة مختلفة من نظائر الأكسجين مقارنة مع الأرض. كما أن نسبة نظير التيتانيوم للقمر تبدو قريبة جدًا من نسبتها على الأرض مما يعني أنه من المحتمل أن يكون هذا الجزء الصغير من كتلة الجسم المتصادم جزءًا من القمر.

## التكوين

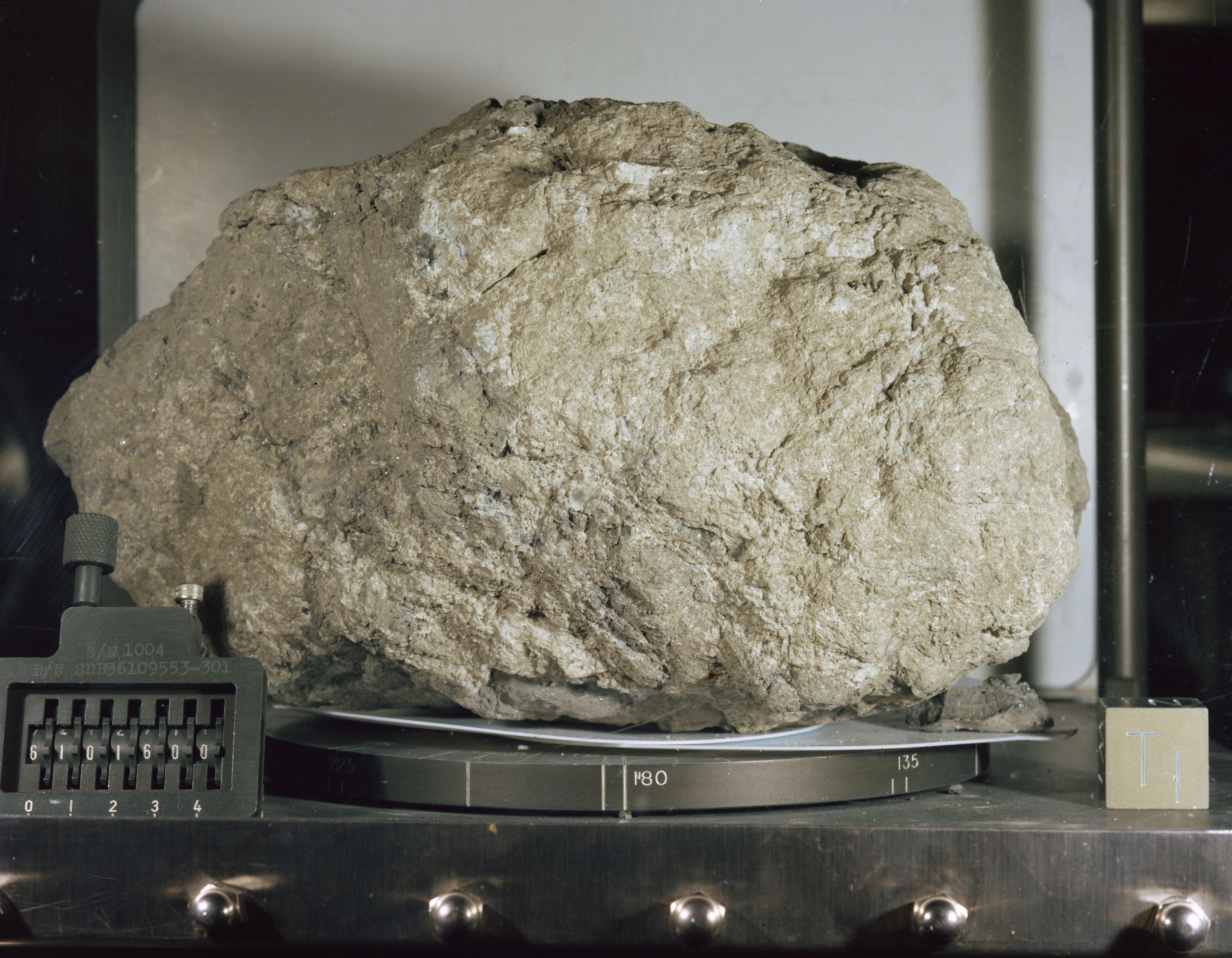
عينة قمرية 61016 تعرف ب"ميولي الكبير".

بعض النظريات قالت أن الأرض في بداية تشكل المجموعة الشمسية قبل 4.6 مليار سنة لم تكن تمتلك قمرا يدور في مجال جاذبيتها، كانت الأرض عبارة عن حمم بركانية ملتهبة وكتل صخرية. اصطدم فيها فيما بعد كوكب أولي يسمى ثيا بحجم المريخ قاذفا كتل صخرية بكميات كبيرة بعيدا عن الأرض منها ما خرج من مجال جذبها لتسبح في الفضاء ومنها ما بقي في مجال جذبها ليشكل القمر فيما بعد سابحا في مدار الأرض.الفرضيات تتطلب وجود تصادم بين جسم يمتلك ما يقارب 90% من حجم الأرض الحالي وقطر يوازي قطر المريخ. 
المحاكاة الحاسوبية تظهر أن ثيا يجب أن يكون قد ضرب الأرض بزاوية منحرفة ليحدث الاصطدام مكونًا الحطام الذي شكل القمر فيما بعد.شكل الأرض غير المتماثل تسبب به هذا التصادم تبعه استقرار الحطام الصخري ومواد من القشرة الأرضية في مدار حول الأرض.الطاقة التي نتجت عن هذا الاصطدام كانت مذهلة: حوالي ترليون طن من المادة تبخرت وانصهرت وارتفعت حرارة الأرض في أجزاء منها إلى 10000 °C. 
فسر سبب احتواء نواة القمر الصغيرة نسبيا على عنصر الحديد بشكل أساسي؛ بترسب نواة ثيا المعدنية إلى نواة الأرض.وفسر سبب نقص المواد المتطايرة في العينات القمرية على أنه بشكل غير أساسي ناتج عن قوة الاصطدام تلك. إن الطاقة التي تحررت خلال تجميع المواد المتحطمة التي كانت حول مدار الأرض كانت كافية لصهر جزأ كبير من القمر مشكلة محيطات من الماغما.
 كان القمر في بداية تكونه كان يدور في مدار حول الأرض مسافة تساوي عُشر المسافة التي يقطعها في وقتنا الحالي، وكان يدور مبتعدًا سببه أن قوى الاحتكاك الناتجة عنالمد والجزر  تحول الزخم الزاوي الناتج من دوران الأرض والقمر إلى مدار حركة القمر.ومع مرور الوقت حدث الانغلاق المداري لحركة القمر. لذلك نستمر برؤية وجه واحد للقمر مواجه للأرض 
هناك قضية أخرى في مقارنة النظائر بين الأرض والقمر. في عام 2001 أجريت دراسة دقيقة لحسائب النظائر المميزة لصخور سطح القمر، المفاجئ أن عيناتأبولوApollo أظهرت نتائج للنظار مشابهة تماما لنتائجها من الأرض ولكن مختلفة عن باقي أجسام النظام الشمسي. لأن معظم المواد التي دخلت في تشكيل القمر كان يعتقد أنها تأتي من ثيا بدت هذه الملاحظة كانت غير متوقعة. في عام 2007، قام باحثون من معهد كاليفورنيا للتكنولوجيا بتوضيح أن احتمالية أن يكون لدى ثيا Theia تكوين نظائري متطابق حيث أن الأرض صغيرة جدًا (أقل من 1٪). في عام 2012، أظهر تحليل نظائر التيتانيوم في عينات أبولو القمرية أن القمر له نفس تركيب الأرض، والذي يتعارض مع القمر الذي يكون بعيدًا عن مدار الأرض.
للمساعدة في توضيح وحل هذه المشاكل، نشرت نظرية جديدة في عام 2012 تفترض أن جسمين - كل منهما خمسة أضعاف حجم المريخ - اصطدما، ثم اصطدما مرة أخرى، لتشكيل قرص كبير من الحطام الذي شكَّل في نهاية المطاف الأرض والقمر. البحث كان بعنوان «تشكيل القمر بتكوين يشبه الأرض عن طريق تأثير العملاق»، نشر بواسطة R.M Canup.
وفي دراسة أجريت عام 2012 حول استنزاف نظائر الزنك على القمر، دعمت أصل التأثير العملاق للأرض والقمر.

## فرضيات أخرى لنشأة القمر
| الكثافة |           |
| الجسم   | الكثافة   |
| عطارد   | 5.4 g/cm3 |
| الزُهرة  | 5.2 g/cm3 |
| الأرض   | 5.5 g/cm3 |
| القمر   | 3.3 g/cm3 |

### التقاط الأرض للقمر
هذه الفرضيات تقول أن القمر التقط بواسطة جذب الأرض. كانت هذه الفرضية شائعة حتى ثمانينيات القرن الماضي.
أحد المشاكل التي تواجه هذه الفرضية هي فهم الية عملها.

### الانشطار
الآن هذه الفرضية فقدت مصداقيتها، وكانت تفترض أن الأرض قديما كانت سريعة الدوران حول نفسها وأثناء ذلك انفصل منها جزأ من كتلتها قدمت هذه الفرضية من قبل العالم جورج داروين (ابن عالم الأحياء الشهيرشارلز داروين) في بدايات القرن التاسع عشر. والعالم الجيولوجي النمساوي أوتو أمفيرير Otto Ampherer اقترح أن انفصال القمر عن الأرض هو سبب الانجراف القاري.

## دراسات وفرضيات أخرى

### 2013
فرضية تقول أن الأرض حصلت على قمرها عن طريق جذبه من كوكب الزهرة

### 2017
عن طريق حساب العمر لعينات قمرية من رحلة أبولو 14 باستخدام نظائر اليورانيوم الرصاص أظهرت أن عمر القمر 4.51 مليار سنة (عمر الأرض 4.6 مليار سنة).